# فيلق التمريض العسكري
فُوِّض فيلق الولايات المتحدة الأمريكية للتمريض العسكري بأمر من الكونغرس الأمريكي في الخامس عشر من حزيران عام 1943م ووقعه الرئيس فرانكلين د. روزفلت في الأول من تموز، وتَضَمَّن المرسوم التشريعي بنود محددة حرَّمت ومنعت التمييز على أساس العرق، اللون أو العقيدة.
وكان الهدف من تأسيسه هو المساعدة في تخفيف من العجز في الكادر التمريضي بسبب الحرب العالمية الثانية . وكانت الخدمات الصحية العامة للولايات المتحدة (USPHS)وهي الوكالة الإشرافية على الفيلق مسؤولاً عنها توماس باران (الجراح العام للولايات المتحدة ) وقامت الخدمات الصحية العامة للولايات المتحدة بتأسيس شعبته لتدبير وإدارة الفيلق التمريضي، قام باران بتعيين (لوسيل بيتري) بصفتها ممرضة مسجلة برتبة مديرة الفيلق.
سمح البرنامج لكل النساء اللواتي تتراوح أعمارهن بين ال17و30 عاماً ويتمتعن بصحة جدية بالإضافة إلى امتلاكهن شَهادة ثانوية معتمدة في التدرب والمشاركة فيه، على رغم من أن الهدف هو تجنيد من يتمتعن بشهادة ثانوية، إلاّ أن النساء اللواتي يمتلكن شَهادة جامعيَة كُنَّ أيضاً يُجَنَّدن.
فيما بعد قامت جميع مصادر وسائل الإعلام بالإعلام من البرنامج وكل كليات التمريض في الولايات المتحدة كانت مؤله لمشاركة في هذا البرنامج، بشرط أن يكونوا معتمدين من وكالة الولاية المفوضة بإعتماد الممرضين وأن يكونوا على اتصال بمستشفى مصدق عليه من قبل الكلية الأمريكية للجراحات ، وعلى كليات التمريض المشارِكة في البرنامج تكثيف برنامجها التمريضي ذو ال36 شهراً ليصبح 30 شهراً مكثفاً، بالإضافة إلى أنها ملزمه بالخبرات السريرية في مجالات الطب، الجراحة، الأطفال والقبالة .
تأتي الطالبات من كل صوب وحدب من الولاية ومن جميع الأصول والخلفيات للمشاركة في البرنامج. كان الفيلق التمريضي من أضخم وأكبر البرامج الفدرالية في تدريب الممرضين، التي سمحت للسيدات الصغيرات بخدمة بلادهن بينما تتم حمايتهن عن طرق القانون الذي ينص على منع التمييز والعنصرية .
من بين ال1300 كلية تمريض في البلاد 1125 كلية شاركت في البرنامج، ومارس الفيلق عمله من 1943م وحتى 1948 وخلال هذه الفترة سجلت 294و179 طالبة تمريض في البرنامج، تخرّج منهن 124065طالبة من كليات التمريض المشاركة. صدقت الجمعية الأمريكية للمستشفيات على طالبات التمريض في البرنامج وذلك للمساعدة على منع انهيار التمريض المدني في الولايات المتحدة خلال الحرب.

## الخلفية
عانت الولايات المتحدة من نقص الممرضات قبل وقت طويل من دخولها الحرب العالمية الثانية. تفاقم هذا النقص مع تراكم ما قبل الحرب من الانتعاش العسكري والصناعي الذي تسبب فيه هذا.
كانت مجموعات التمريض المهنية غير مستعدة للتعامل مع المشكلة. في 10 يوليو 1940 ، تغير الوضع عندما كتبت إيزابيل ستيوارت ، أستاذ التمريض في جامعة كولومبيا وعضو الرابطة الوطنية للتمريض ، إلى رئيسها: "أعتقد أنه يجب علينا لديك لجنة أو مجلس يمثل مهنة التمريض ككل ويجب أن يكون في العمل الآنفي غضون ثلاثة أسابيع ، في 29 يوليو 1940 ، اجتمع ممثلو مجتمع التمريض الوطني في مدينة نيويورك تحت مظلة جمعية الممرضات الأمريكية ، حيث شكلوا مجلس التمريض للدفاع الوطني.
في أول عمل له ، ركز المجلس على مسح موارد التمريض وتأمين التمويل الفيدرالي لتوسيع فرص تعليم التمريض.
أشارت نتائج المسح إلى أن 100.000 ممرض كانوا مؤهلين للخدمة العسكرية وأن معظم مدارس التمريض كانت غير مجهزة لتوسيع مرافقها التعليمية أو السكنية.قدم المجلس طلب المساعدة الفيدرالية لـ  السنة المالية من 1 يوليو 1941 إلى 30 يونيو 1942 إلى [[الولايات المتحدة مفوض التعليم مفوض التعليم ، الذي وافق عليه ونقله إلى مكتب الميزانية.
سنّ المؤتمر وموّل برنامج تدريب الممرضات ، الذي ساعد في تعليم 12000 طالب في 309 مدرسة تمريض. من خلال البرنامج ، تلقى 3800 ممرض غير نشط دورات تنشيطية وتلقى 4800 ممرضًا متخرجًا تدريبًا بعد التخرج. بحلول نهاية السنة المالية ، التحق 47500 طالب في مدارس التمريض ولكن هذا لم يلبي متطلبات البلاد. لا يمكن تدريب الممرضات بسرعة كافية لمواكبة الاحتياجات المدنية والعسكرية للبلاد.خلال عام 1942 ، حاول مكتب معلومات الحرب تعبئة الاهتمام بمهنة التمريض باستخدام إعلانات إذاعية في وقت الذروة: البث المشبع بالمقابلات والرسومات الدرامية والإعلانات الفورية التي تحث الشابات على الانضمام إلى مهنة التمريض. في حين كانت هذه الجهود مفيدة ، إلا أنها لم تلب التوقعات.أوصى أنصار برامج تدريب الممرضات بمضاعفة المساعدة الفيدرالية لتعليم التمريض الأساسي في السنة المالية المنتهية في 30 يونيو 1943. ممثل فرانسيس ب.بولتون أوهايو ، داعية التمريض لفترة طويلة ، أيد الزيادة المقترحة في المساعدات الفيدرالية ، تقديم المشورة للكونغرس بأن طلبات المساعدة الإضافية لبرامج تدريب الممرضات كانت على الأرجح.